# Nadace OKD
Nadace OKD je nadace, jejímž zřizovatelem je těžební společnost OKD, a. s., společnost s dlouholetou tradicí a silnou vazbou na region, ve kterém podniká.
Jako své cíle nadace uvádí podporu a rozvoj duchovních a humanitárních hodnot, vzdělávání, sportovních či kulturních aktivit a oblast sociálně zdravotních služeb. Podporuje neziskové organizace, které pomáhají potřebným, zlepšují úroveň životního prostředí, sociální péče, volnočasových aktivit a kulturního vyžití, ale i obecně prospěšné projekty obcí a měst. Nezapomíná také na udržování hornických tradic v kraji. Nadace směřuje svou podporu výhradně do Moravskoslezského kraje, konkrétně do měst a obcí Dětmarovice, Doubrava, Frýdek-Místek, Havířov, Horní Suchá, Karviná, Orlová, Paskov, Staříč a Stonava, tedy tam, kde jsou aktivní dárcovské společnosti.
Prostřednictvím programů (Pro region, Pro Evropu a Srdcovka) a fondů (Krizový fond, Operativní fond a 'Rozvojový fond) podpořila nadace od svého vzniku v roce 2008 téměř 2150 projektů a rozdělila mezi neziskové organizace přes 300 miliónů korun.

## Historie a formální ukotvení
Nadace OKD byla založena 25. ledna 2008 dle zákona č. 227/1997 Sb., o nadacích a nadačních fondech, a byla zapsána Krajským soudem v Ostravě do obchodního rejstříku, oddíl N, vložka č. 280. Nadaci bylo přiděleno identifikační číslo 27832813.
Jediným zakladatelem Nadace OKD je společnost OKD, a. s. Nadaci řídí správní rada nadace, jejíž činnost kontroluje dozorčí rada nadace.
Nadace OKD se při poskytování nadačních příspěvků řídí těmito právními normami a dokumenty:
- Zákon č. 89/2012 Sb., občanský zákoník
- Statut Nadace OKD[4]
- Grantová pravidla Nadace OKD[5]

## Hlavní zaměření a cíle
Nadace OKD definuje své cíle a poslání jako podporu a rozvoj duchovních a humanitárních hodnot, ochranu životního prostředí, vzdělávání, sportu, sociálně-zdravotní oblasti, kultury, hornických tradic. Dalším z cílů je podpora moravskoslezského regionu a pomoc neziskovým organizacím při zpracování projektů žádajících o podporu EU. Nadace svou podporu realizuje skrze tři grantové programy a tři fondy, které byly zřízeny v roce 2009 v reakci na potřebu bezprostředně reagovat na vnější podněty a krizové situace.
Dřívější programy Pro radost, Pro zdraví a Pro budoucnost jsou od roku 2015 spojeny do programu Pro region. V tomto stěžejním programu se nadace zaměřuje na podporu zdravotních a sociálních projektů, rozvoj volnočasových aktivit, zlepšování životního prostředí a péči o regionální tradice. V nadaci si uvědomují, že s postupující evropskou integrací se není možné uzavřít pouze do vlastního regionu, ale je třeba brát v úvahu celoevropský kontext. Připravila proto program Pro Evropu, který nabízí neziskovým organizacím podporu při získávání prostředků z fondů EU. V roce 2012 měl premiéru také program Srdcovka. V něm Nadace OKD podporuje organizace, ve kterých aktivně působí zaměstnanci OKD, a.s., a dalších dárcovských firem nadace.
Od samého počátku založení ctí Nadace OKD ideu pomoci dětem a rodinám zaměstnanců, kteří zemřeli v důsledku práce v hornictví. Spolek svatá Barbora umožňuje díky nadaci a dalším dárcům dětem, které tato nešťastná událost potkala, dosáhnout vzdělání odpovídající jejich představám, přáním a předpokladům, aby se mohly v budoucnu zařadit do aktivního pracovního procesu.
Dalším cílem nadační podpory je zachování historicko-kulturního dědictví, které udržují a rozvíjejí kluby hornických důchodců a příznivci hornictví sdružení v zájmových spolcích.
Projekt S nadací za prací pomáhal pod záštitou nadace v roce 2015 lidem odcházejícím z OKD najít nové zaměstnání, a tvořil tak zásadní pilíř zastřešujícího programu Nová šichta, který nyní funguje samostatně v Karviné.
Sídliště žije je grantový program, který propojoval komunitní práci se zkvalitňováním prostředí na českých, moravských a slezských sídlištích. Hlavním cílem bylo zlepšit mezilidské vztahy v dané lokalitě díky společné práci na konkrétním projektu, který zároveň povede ke zvýšení úrovně veřejných prostranství.
Jednou z hlavních priorit podporovaných Nadací OKD je integrace hendikepovaných do pracovního procesu. Každoročně tak podporuje desítky chráněných dílen, které mohou zaměstnávat osoby se zdravotním postižením od vozíčkářů přes diabetiky, astmatiky nebo osoby po úrazech. Jelikož nejen práce, ale i odpočinek jsou důležitou složkou života, podílela se nadace také na zpřístupňování kulturních, sportovních a jiných společenských akcí osobám se zdravotním postižením, zkráceně Zážitky bez bariér.

## Způsob a možnosti podpory
Nadace OKD vyhlašuje jednou ročně zpravidla v prosinci až lednu grantové kolo, které trvá zhruba šest týdnů. V tomto období je možné podávat žádosti do grantových programů Pro region a Pro Evropu. Přesný termín vyhlašování grantového kola nadace každoročně zveřejňuje na svých webových stránkách. 
Mezi zaměstnanci dárců je mnoho aktivních lidí, kteří se ve svém volném čase věnují nejrůznějším veřejně prospěšným aktivitám (sbory dobrovolných hasičů, psí útulky, příprava kulturních a sportovních akcí pro veřejnost, péče o děti nebo kolektivy zdravotně či sociálně znevýhodněných osob nebo zájmové kroužky v různých oblastech činnosti). Minigrant Srdcovka vyhlašuje nadace každoročně v den svátku patronky horníků sv. Barbory 4. prosince.
O podporu Nadace OKD mohou žádat spolky, ústavy, občanská sdružení, obecně prospěšné organizace, církevní organizace, obce, příspěvkové organizace a sdružení a spolky obcí. O příspěvek tedy nemohou žádat podnikatelské subjekty, OSVČ ani fyzické osoby.
O příspěvek lze požádat prostřednictvím formuláře v souladu s podmínkami dané výzvy. O administraci podaných žádostí se pak stará tým nadace. O přidělení, či nepřidělení nadačního příspěvku žadateli rozhoduje správní rada Nadace OKD. Nadace si zakládá na maximální míře transparentnosti rozhodovacího procesu, který je garantován nezávislou kontrolou a etickým kodexem.

## Financování a hlavní partneři
Za existence nadace se celková výše finančních příspěvků určených na pomoc veřejně prospěšným organizacím a projektům ze strany dárců vyšplhala na více než 420 miliónů korun. Nadace OKD je výhradně financována z příspěvků dárců. Finanční podpora dvou dominantních dárců, OKD, a. s., jako zřizovatele nadace, a její mateřské společnosti New World Resources N. V. představuje 95 % všech prostředků, jimiž nadace za dobu své existence disponovala a disponuje. Dalšími významnými dárci jsou sesterské a spřátelené firmy (PKP Cargo International a.s., Green Gas DPB, a.s. a další).

## Zajímavé projekty
Nadace každoročně vyhlašuje Ceny Nadace OKD, v nichž vyhlašuje nejlepší projekty, které byly v jednotlivých programech realizovány díky její podpoře, a Srdcaře roku. Kromě těchto kategorií nadace zároveň oceňuje Osobnost neziskové sféry, kde jsou oceňovány významné osobnosti z regionu.